# Sankt Nicolai kyrka, Nyköping
För andra betydelser, se Sankt Nicolai kyrka.
Sankt Nicolai kyrka är en kyrkobyggnad i Nyköping i Strängnäs stift. Den är belägen vid Stora torget och är församlingskyrka i Nyköpings församling.
I kyrktornet finns ett klockspel som spelar fyra gånger om dagen, klockan 9, 12, 15 och 18. De aktuella psalmmelodierna framgår av kyrkans webbplats.
1719 blev kyrkan nerbränd av Ryssland under slutet av det Stor Nordiska Kriget

## Historia
Den ursprungliga kyrkan tycks vara en liten korsformad gråstenskyrka från mitten av 1200-talet. Delar av denna återfinns i norra och södra yttermurarna samt i det västliga pelarparet. Denna kyrka hade ett västtorn, vars grundmurar ännu finns bevarade under kyrkgolvet. I ett dokument från 1267 omtalas åtgärder för att främja ett kyrkobygge, vilket tyder på att byggnationen ännu pågick då. Under 1300-talet ersattes gråstenskyrkan av en ny med tegelvalv. Tornet revs och samtidigt förlängdes kyrkan åt väster. En kraftig eldsvåda drabbade kyrkan på 1390-talet. Möjligen har detta ett samband med vitaliebrödernas aktion mot Nyköping. I början av 1400-talet vidgades kykran med sidoskepp på ömse sidor om långhuset, och samtidigt uppfördes ett nytt västtorn, det som ännu finnes kvar. Under förra hälften av 1400-talet byggdes även en sakristia i vinkeln mellan norra tvärskeppet och koret. Runt 1500 fylldes vinkeln mellan koret och södra tvärhuset med ett sidoskepp som försågs med stjärnvalv. Troligen avlägsnades samtidigt de äldre tvärskeppsgavlarna och kyrkan fick ett enhetligt tak över hela kyrkan. Under Johan III:s tid utvidgades koret och samtidigt uppfördes den nuvarande sakristian. På 1630-talet fick tornet en ny spira. Den förstördes i 1665 års brand men återuppfördes. Kyrkan förstördes åter i samband med rysshärjningarna 1719. Nuvarande tornhuven skapades på 1790-talet av Olof Tempelman.
Långhusportalen byggdes 1644 till åminnelse av hövitmannen på Nyköpingshus, Holger Scheiding och hans hustru.
1874 anskaffades en värmeledningsapparat från Kockums mekaniska verkstad i Malmö.
Under 1920-talet genomgick kyrkan en genomgripande reparation. Professor Erik Lundberg gjorde byggnadshistoriska iakttagelser, och Sigurd Curman och arkitekten Erik Fant omgestaltade 1923–1925 interiören med hänsyn till undersökningen. I samband med restaureringen försågs dopkapellet med glasmålningar av Einar Forseth. Samtidigt försågs kyrkan med en ny bänkinredning, nya korbänkar och nytt korskrank.

## Interiörer

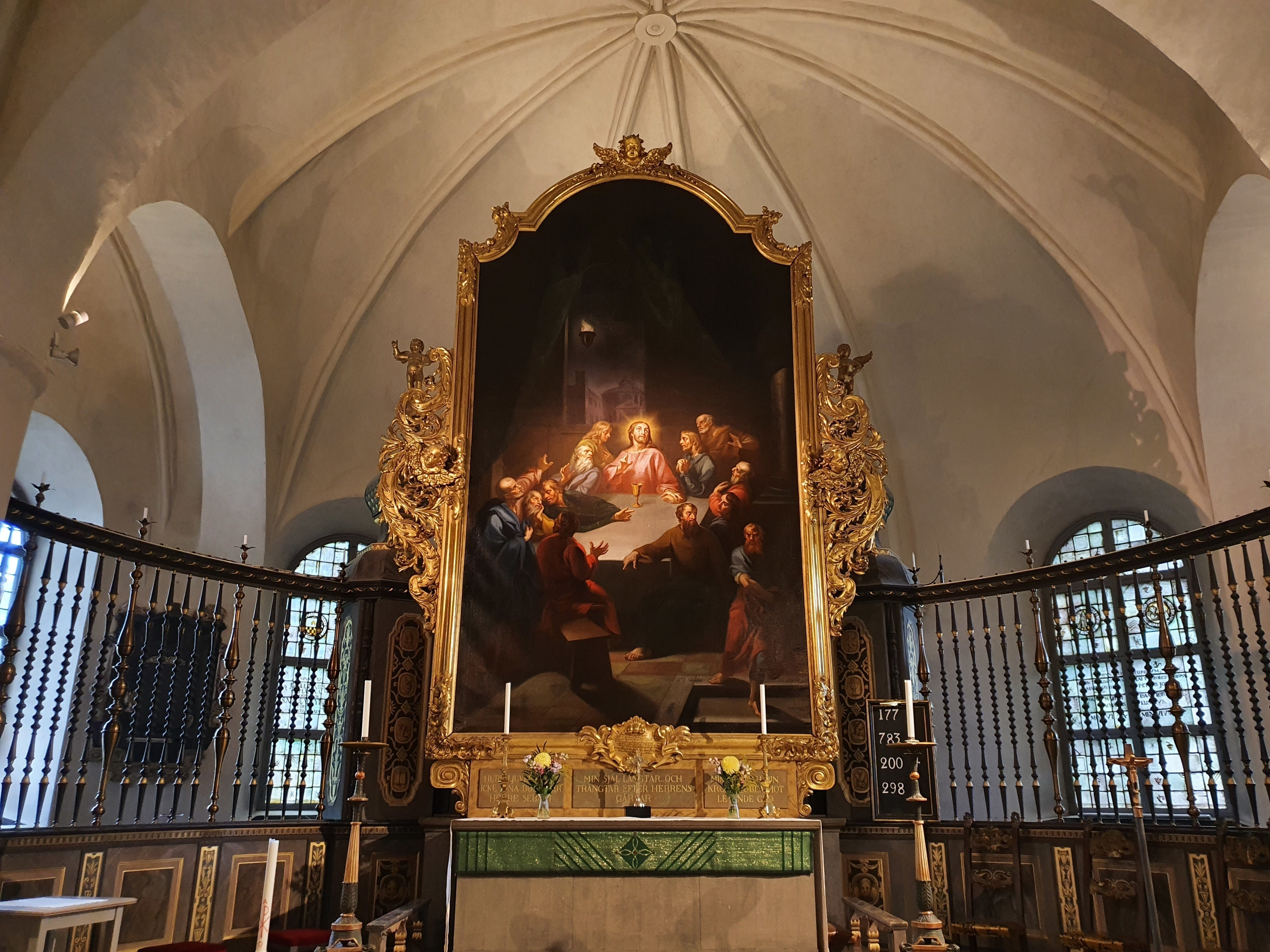
Altaruppsatsen med altartavla skänkt av drottning Ulrika Eleonora 1739.

- Altartavlan har tillkommit efter den så kallade ryssbranden 1719. Georg Engelhard Schröder står som konstnär och det är en gåva från drottning Ulrika Eleonora 1739.
- Altarskåpet i sengotisk stil är från omkring 1500, och skänktes till kyrkan i samband men renoveringen på 1920-talet.

- Brudskåpet tillverkades i samband med restaureringen av kyrkan 1925 och är målat av Gunnar Torhamn.
- Barockpredikstolen är skuren 1748 av bildhuggaren Niklas Österbom från Norrköping. Förlagan skall vara predikstolen i Storkyrkan i Stockholm. I predikstolens solsymbol finns det heliga gudsnamnet JHWH (tetragrammaton) med hebreiska bokstäver.
- I kyrkan finns begravningsvapen för ätterna de Besche och von Berchner. I kyrkan finns även huvudbanér för släkten von Berchner.
- I kyrkan finns en gravvård över majoren Anders Björnsson, död 1657. Den förstördes i samband bränderna 1665 och 1719, men har efteråt restaurerats.
- En sarkofag i kolmårdsmarmor rymmer stoftet efter Fredric Ulric Sparre och hans hustru Juliana Brita Sjöblad. Fönstren vid sidan om sarkofagen är dekorerade av Yngve Lundström.
- I koromgången finns även uppsatt huvudbanéret för Gustav von Faltzburg.
- På första pelaren söder om koret sitter en porträttmedaljong från ett nu förstört epitafium över Gerdt Störning
- Dopfunten är tillverkad på 1200-talet i Gotland. Den påträffades som trädgårdsdekoration vid Åsby gård i Stigtomta. År 1925 placerades den i Sankt Nicolai kyrka.

### Orgel

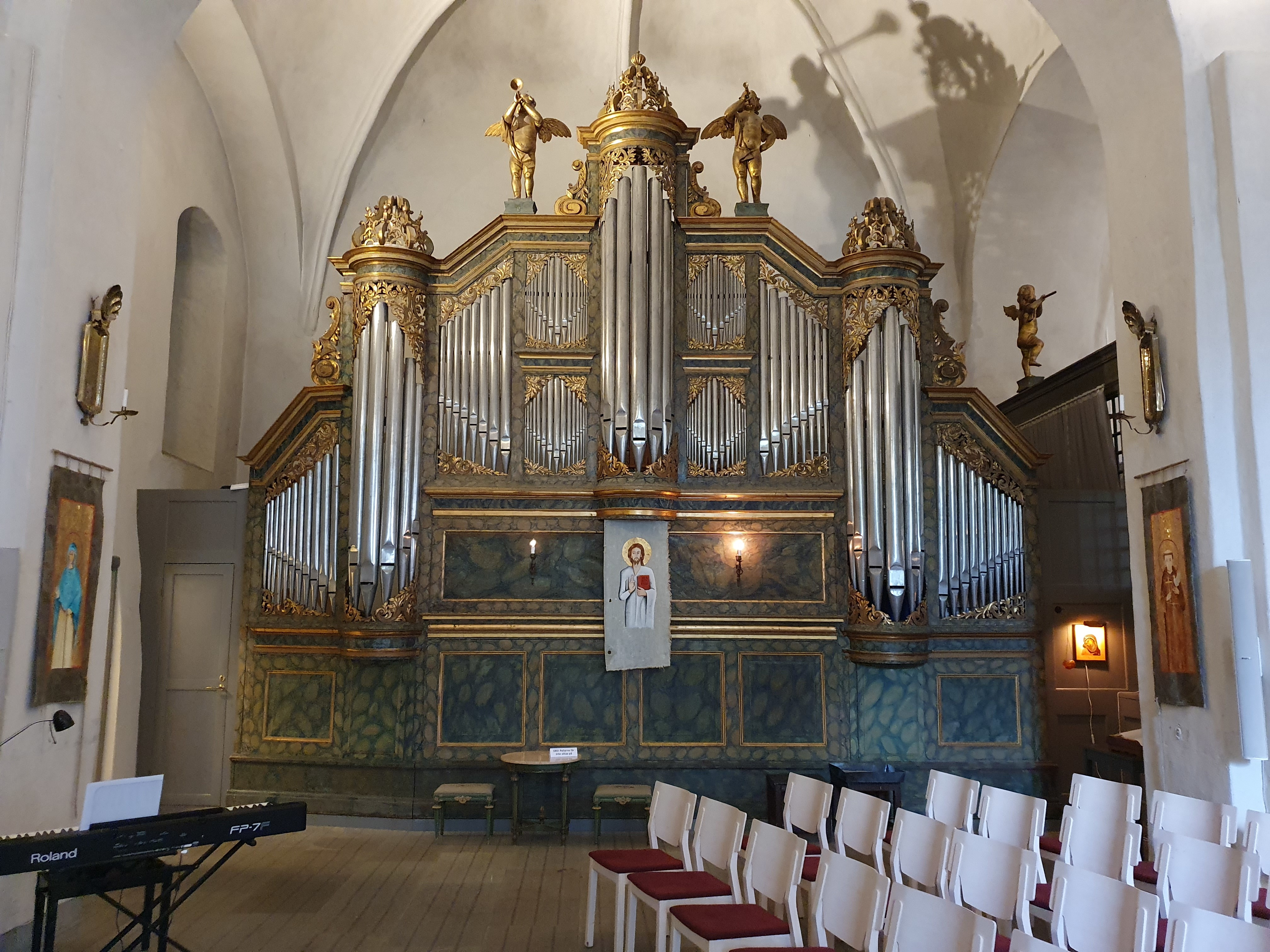
Fasaden till orgeln av Åkerman & Lund, Stockholm, som numera bara är en dekoration.

- 1629–1634 byggde Anders Bruce och Greger Kitziger en orgel.
- 1733 byggde Johan Niclas Cahman, Stockholm, en orgel med 25 stämmor, två manualer och pedal.
- 1873 byggde Åkerman & Lund, Stockholm, en orgel med 26 stämmor, två manualer och pedal. Vid restaureringen 1925 flyttades orgeln ner i norra sidoskeppet och utökades.
- Den nuvarande orgeln är byggd 1925 av Åkerman & Lund, Stockholm. Orgeln är pneumatisk och har 3 fria och 4 fasta kombinationer och registersvällare. Orgeln omdisponerades på 1950-talet. Orgeln är inte i bruk. Sedan pipverket tagits bort 1999 står den förnämliga Cahmanfasaden kvar i kyrkan som en kuliss framför förråd av olika slag.

| Huvudverk I         | Svällverk II        | Pedal           | Koppel    |
| Borduna 16´         | Gedackt 16´         | Subbas 16´      | I/P       |
| Principal 8´        | Basetthorn 8´       | Ekobas 16´ (tr) | II/P      |
| Flûte harmonique 8´ | Rörflöjt 8´         | Violon 16´      | II/I      |
| Borduna 8´          | Salicional 8'       | Kvinta 2 2/3´   | I 4'/I    |
| Gamba 8'            | Violin 8'           | Gedackt 8'      | II 4'/I   |
| Oktava 4'           | Voix celeste 8'     | Violoncell 8'   | II 16'/II |
| Flûte octaviante 4' | Principal 4'        | Oktava 4'       |           |
| Oktava 2'           | Ekoflöjt 4'         | Basun 16'       |           |
| Cornett 3 chor      | Waldflöjt 2'        |                 |           |
| Trumpet 8'          | Larigot 1 1/3'      |                 |           |
| Trumpet 4'          | Sesquialtera 2 chor |                 |           |
|                     | Vox humana 8'       |                 |           |
|                     | Tremulant           |                 |           |
|                     | Crescendosvällare   |                 |           |

#### Kororgel
- 1962 byggde Gustav Hagström Orgelverkstad, Härnösand, en orgel med 10 stämmor, två manualer och pedal.
- Den nuvarande orgeln är byggd 1973 av Marcussen & Sön, Aabenraa i Danmark och har elektrisk registratur och mekanisk traktur. Den har fria kombinationer. Fasaden är samtida med orgeln och ritad av Rolf Berg.

| Svällverk I       | Huvudverk II    | Bröstverk III       | Pedal          | Koppel     |
| Rörflöjt 8ä       | Gedackt 16'     | Gedackt 8'          | Subbas 16'     | I/P        |
| Gamba 8'          | Principal 8'    | Koppelflöjt 4'      | Gedackt (tr I) | II/P       |
| Principal 4'      | Spetsflöjt 8'   | Principal 2'        | Oktava 8'      | III/P      |
| Traversflöjt 4'   | Oktava 4'       | Nasat 1 1/3'        | Gedackt 8'     | I/II       |
| Waldflöjt 2'      | Oktava 2'       | Sesquialtera 2 chor | Oktava 4'      | III/II     |
| Mixtur 4 chor     | Mixtur 5-7 chor | Cymbel 2 chor       | Nachthorn 2'   | III/I      |
| Dulcian 16'       | Trumpet 8'      | Krumhorn 8'         | Fagott 16'     |            |
| Oboe 8'           |                 | Tremulant           |                | Trumpet 8' |
| Clairon 4'        |                 |                     |                |            |
| Tremulant         |                 |                     |                |            |
| Crescendosvällare |                 |                     |                |            |

#### Diskografi
- Klanger från fyra sekel : orglar i Strängnäs stift / Melin, Markus, orgel. CD. Svenska kyrkan. Nummer saknas. 2011.

## Gravvård
Överallt i kyrkan återfinns gravhällar på golvet. Där ligger bland andra Joakim Danckwardts gravvård. På väggarna hänger begravningsvapen för släkterna von Berchner, de Besche och Falzburg. Öster om altaret återfinns en sarkofag i Kolmårdsmarmor som gömmer stoftet efter riksrådet Fredrik Ulrik Sparre († 1777) och hans hustru Juliana Brita Sjöblad.

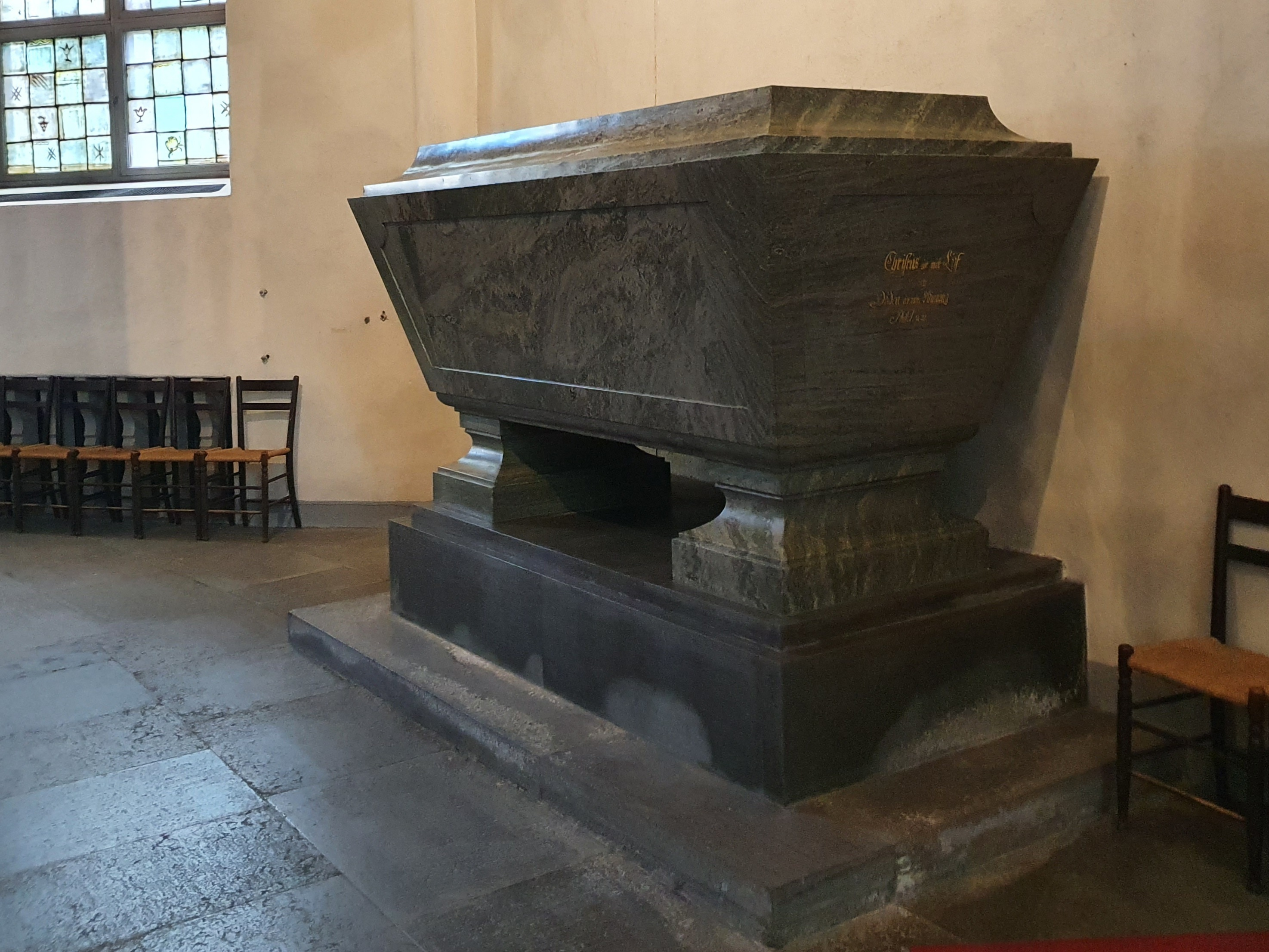
Sarkofag i Kolmårdsmarmor för riksrådet Fredrik Ulrik Sparre med hustru.
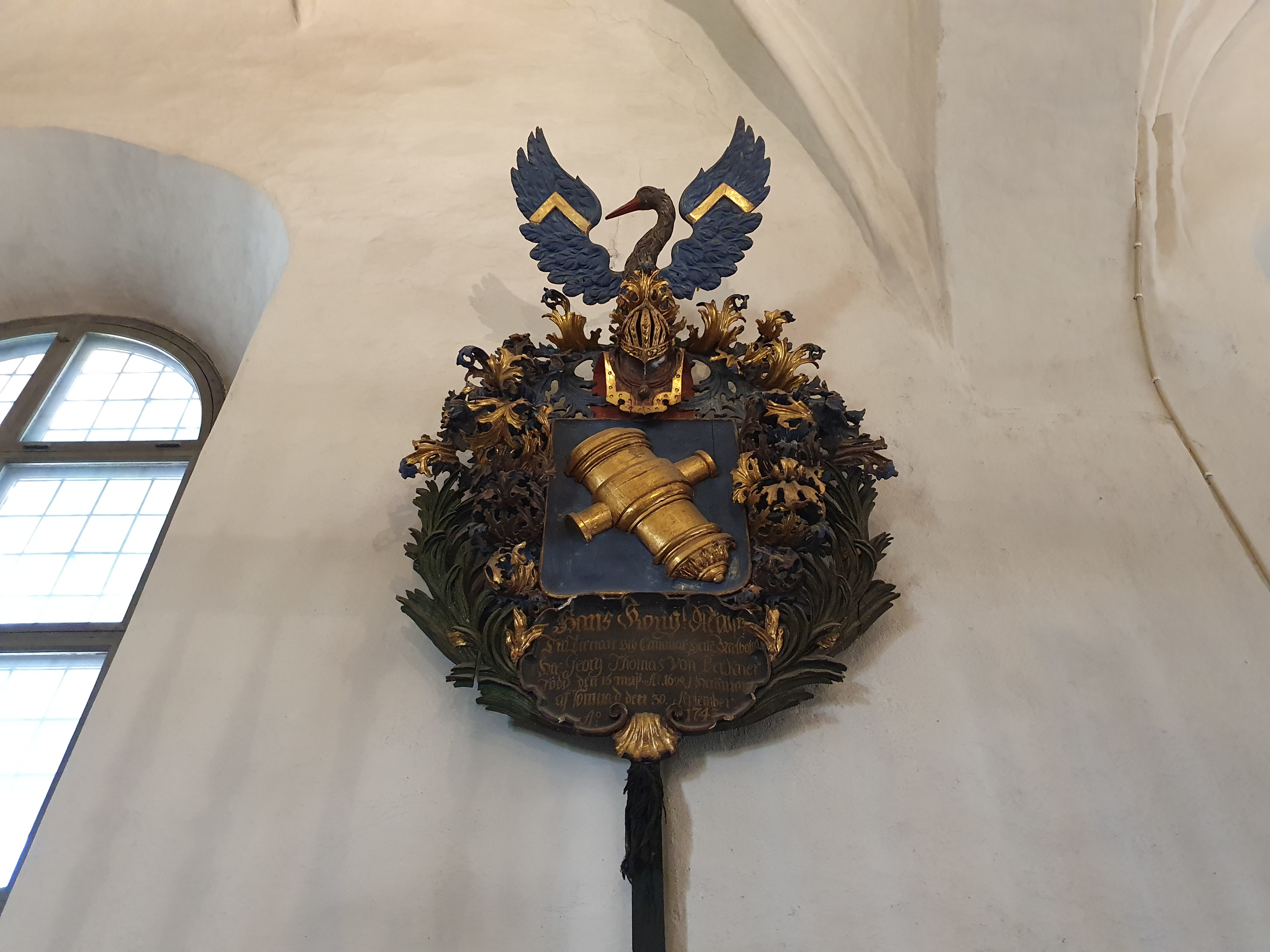
Huvudbaner över Georg Thomas von Berchner, ett av ett flertal i kyrkan tillhörande ätten von Berchner.
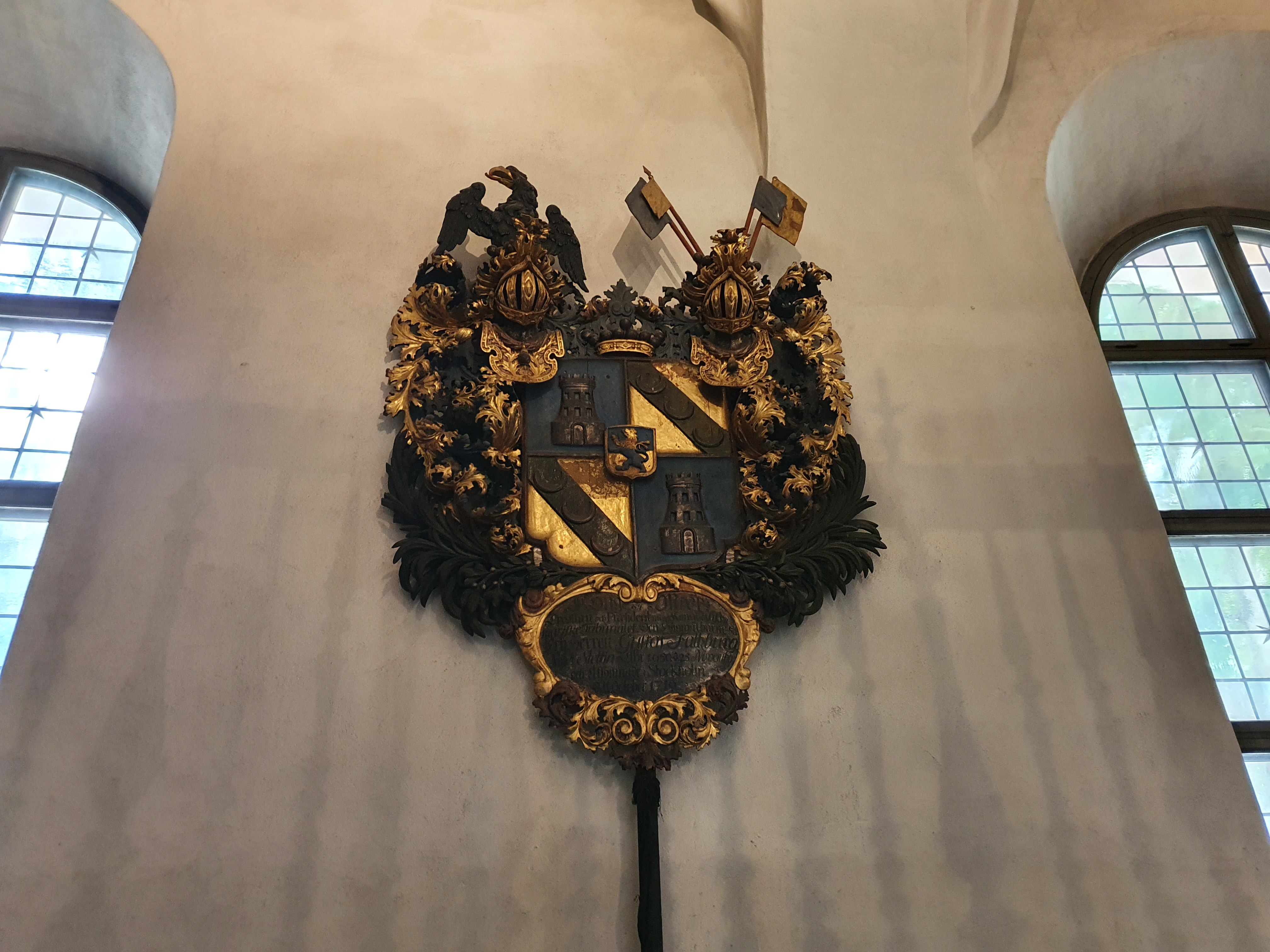
Huvudbaner över friherre Gustaf Faltzburg.
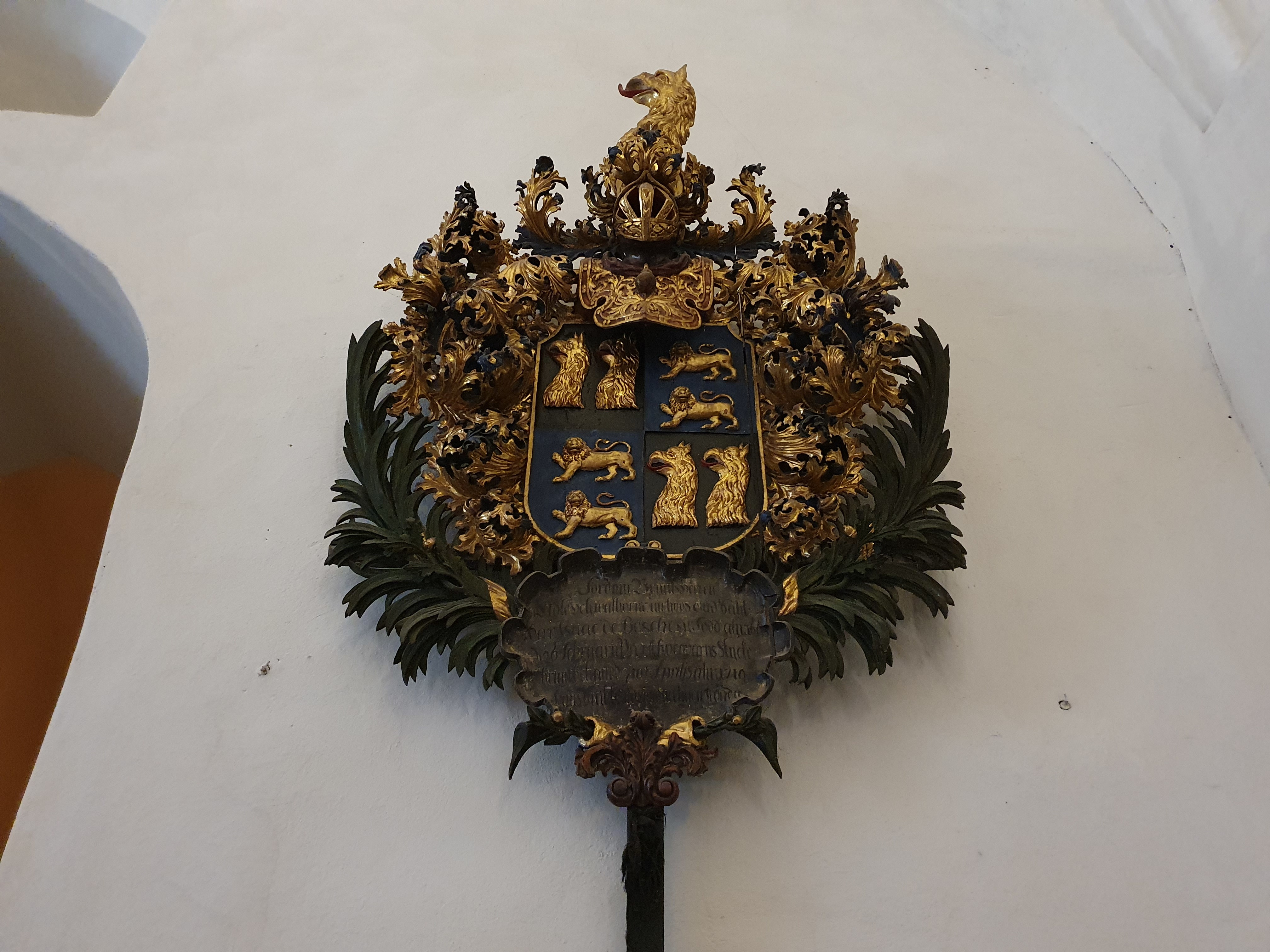
Huvudbaner för medlem ur de Besche.

## Bildgalleri

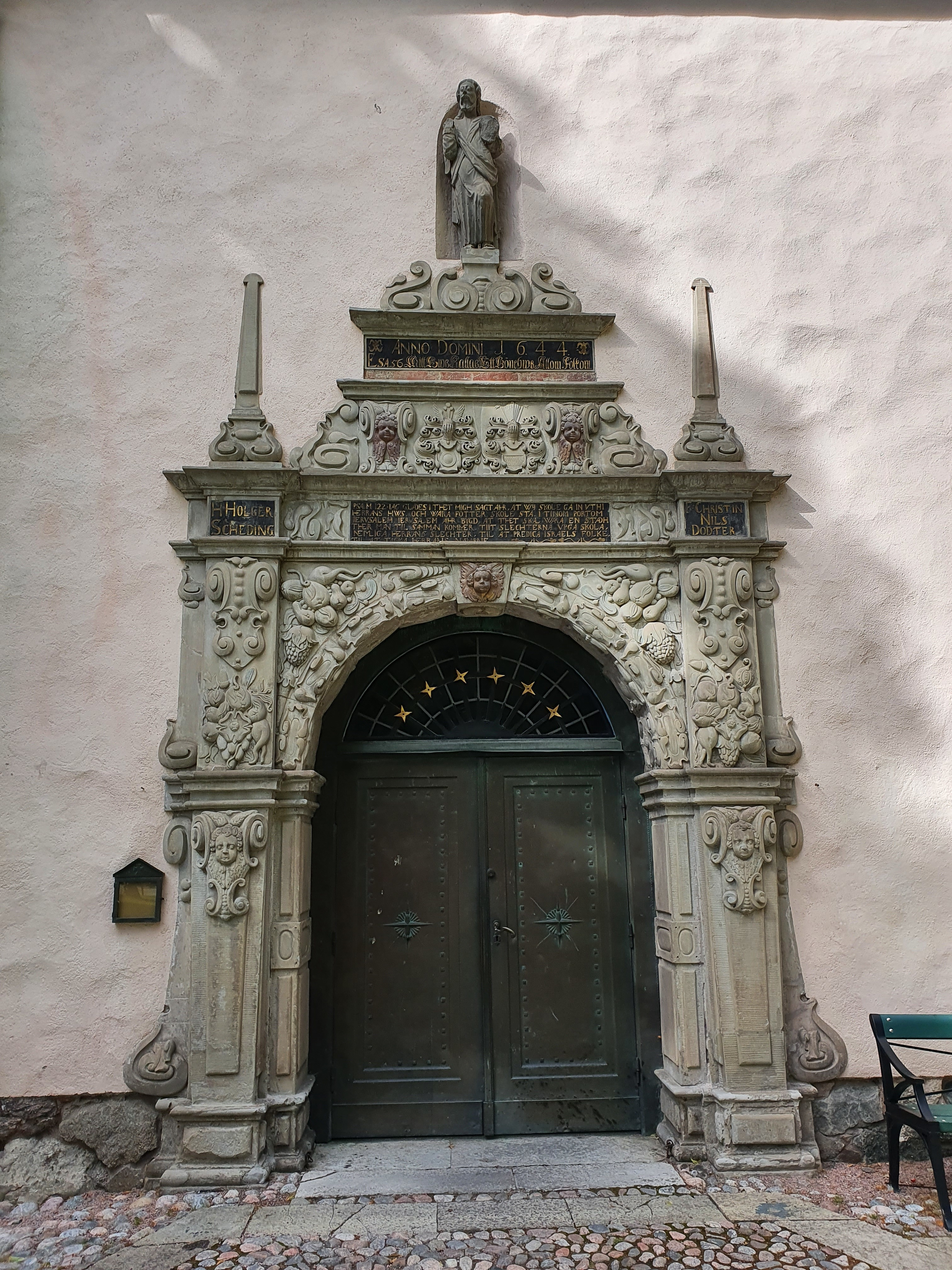
Södra långhusportalen
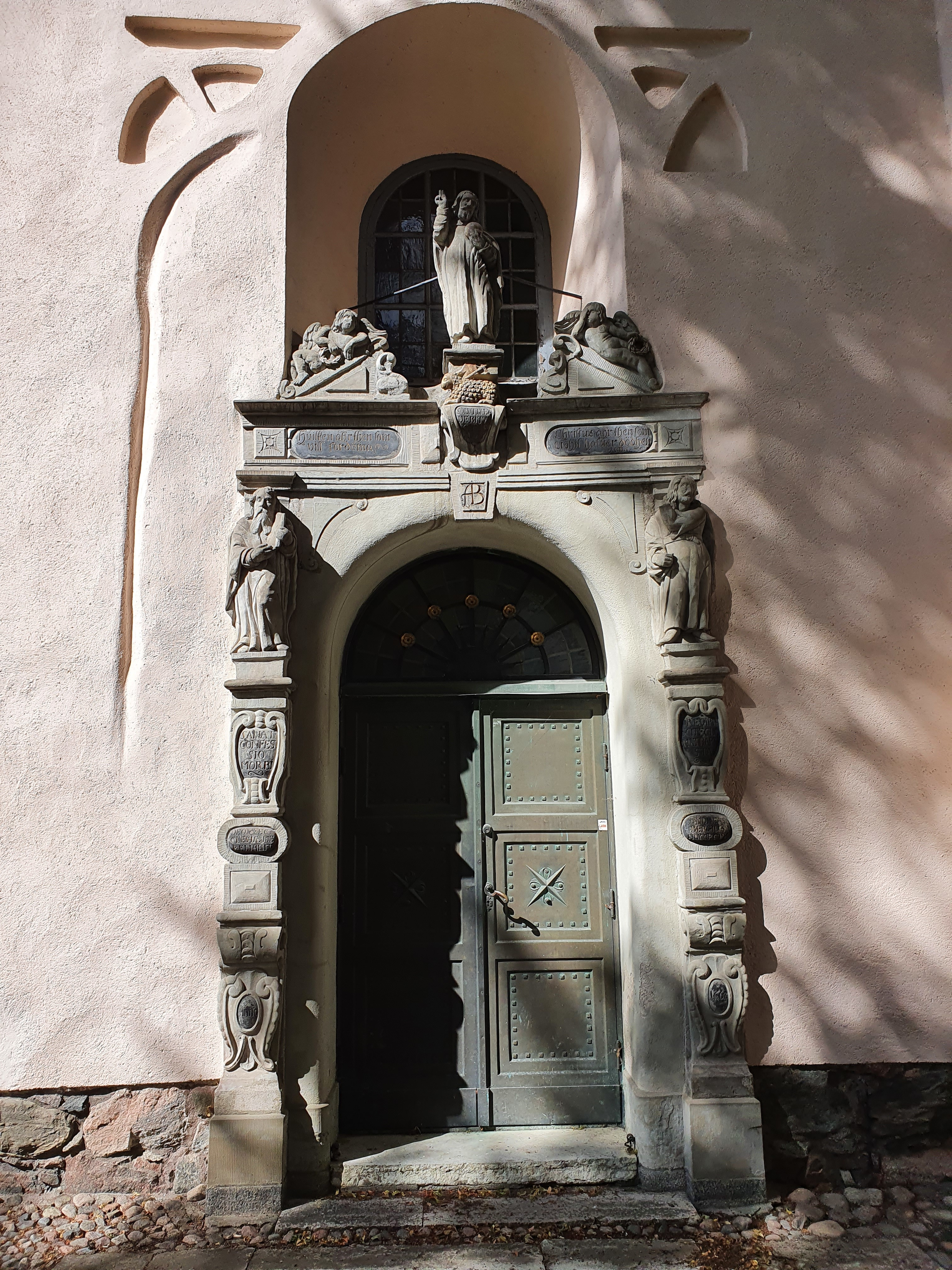
Södra korportalen
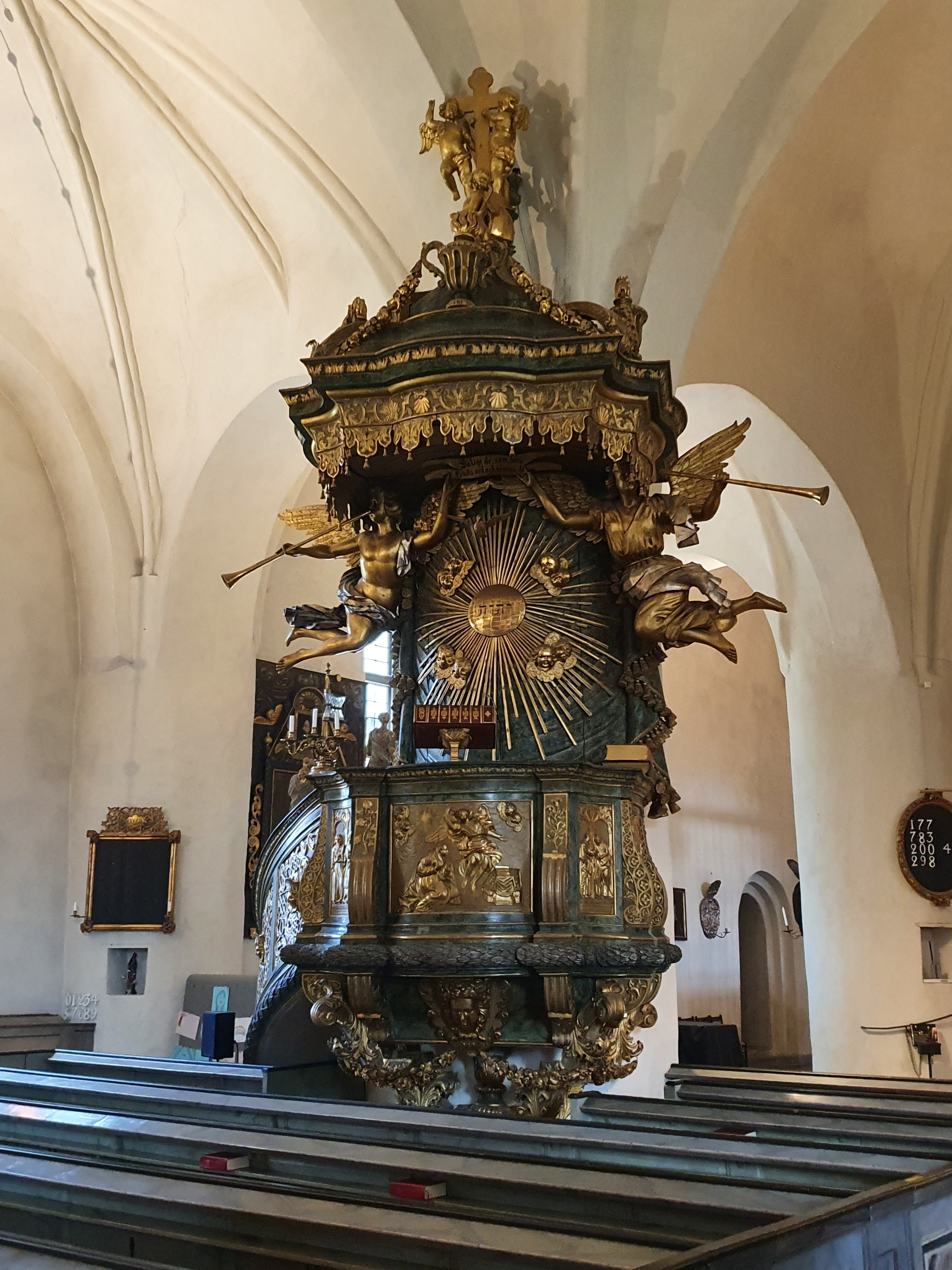
Predikstolen i barockstil från 1748.
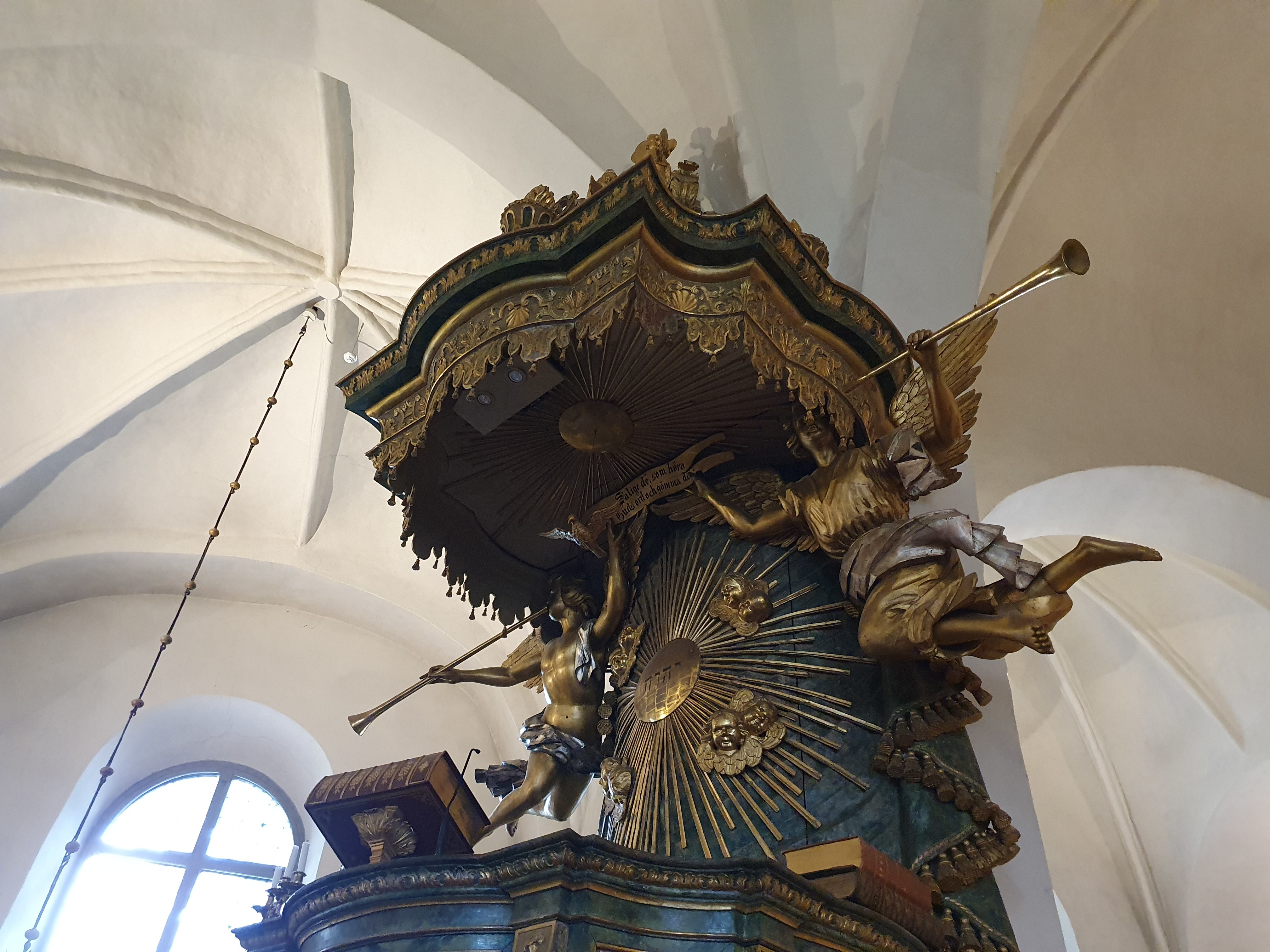
Taket och detaljer av predikstolen.